# Psaume 129 (Boulanger)
Pour les articles homonymes, voir Psaume 129.
Ils m'ont assez opprimé dès ma jeunesse
Le Psaume 129 (traduit du latin « Sæpe expugnaverunt me a juventute mea » : « Ils m'ont assez opprimé dès ma jeunesse ») ou Psaume CXXIX est une œuvre pour baryton et orchestre composée par Lili Boulanger en 1916.

## Histoire

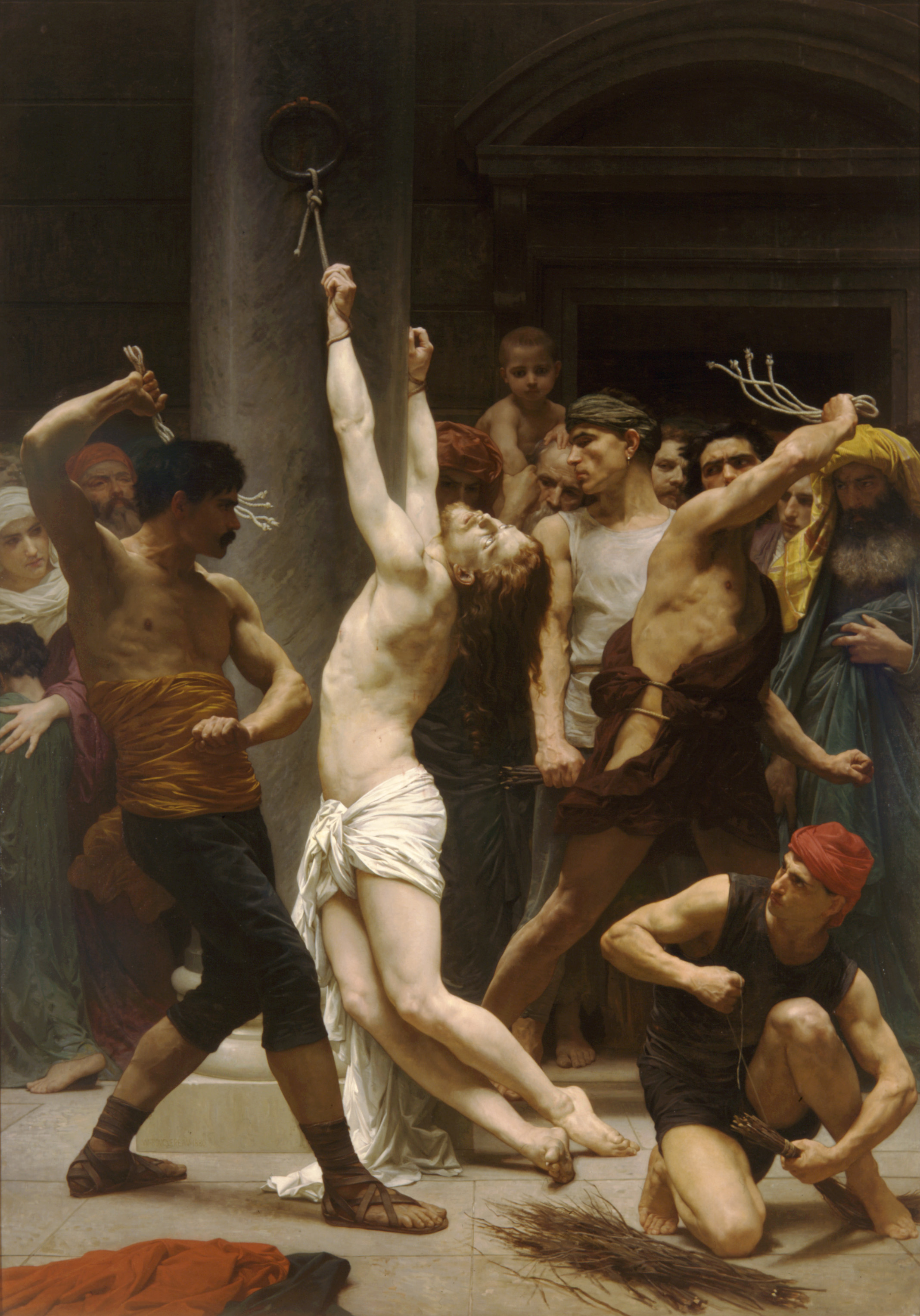
William Bouguereau, La Flagellation de Notre Seigneur Jésus-Christ (1880).

Il s'agit du deuxième psaume mis en musique par Lili Boulanger, après le psaume 24 et avant le psaume 130. Elle en écrit une ébauche dès 1914, mais la partition d'orchestre n'est achevée qu'à l'été 1916 à la Villa Médicis.
La partition est écrite pour baryton et orchestre, mais sa sœur Nadia Boulanger en écrit une adaptation pour chœur et orchestre, qui est la plus utilisée pour interpréter cette œuvre.
Le texte choisi est clairement en lien avec le conflit en cours (la Première Guerre mondiale).

## Création
L'œuvre est créée le 9 juin 1921 à Paris, salle Pleyel, lors d'une « Audition d'œuvres de Lili Boulanger précédée d'une causerie de Camille Mauclair », avec des chœurs composés d'élèves des classes d'ensemble du Conservatoire, sous la direction d'Henri Busser, Henri Albers (baryton) et Nadia Boulanger (piano). Le psaume est repris en concert le 1er avril 1922 à Paris, salle des Agriculteurs, par Stéphane Austin (baryton) et Nadia Boulanger (piano).
La version orchestrale est donnée le 17 janvier 1923 à Paris, salle du Conservatoire, lors d'une « Audition des envois de Rome des œuvres de Lili Boulanger », par la classe d'ensemble vocal du Conservatoire et l'orchestre de l'Opéra, sous la direction d'Henri Busser, puis reprise le 2 avril 1926 par l'orchestre des Concerts Lamoureux, avec Charles Panzéra, sous la direction de Paul Paray.

## Instrumentation
L'instrumentation de la version orchestrale requiert :
| Instrumentation du Psaume 129                                                                          |
| Bois                                                                                                   |
| 2 flûtes, 1 piccolo, 2 hautbois, cor anglais, 2 clarinettes, clarinette basse, 2 bassons, sarrusophone |
| Cuivres                                                                                                |
| 4 cors, 3 trompettes, 3 trombones, tuba                                                                |
| Percussions                                                                                            |
| timbales, grosse caisse, cymbales, tam-tam                                                             |
| Claviers / cordes pincées                                                                              |
| célesta, 2 harpes                                                                                      |
| Cordes                                                                                                 |
| premiers violons, seconds violons, altos, violoncelles, contrebasses                                   |

## Analyse
Harry Halbreich dit de cette œuvre de Lili Boulanger qu'elle est, en comparaison du Psaume 24

« un peu plus développée, faisant appel à l'orchestre au grand complet, en ré mineur éolien (mode de la), véhémente dénonciation du juste persécuté qui en appelle à la protection divine […]. Ici, Lili Boulanger parvient à une âpreté harmonique et orchestrale toute proche de celle qu'on trouvera une douzaine d'années plus tard dans le grandiose Psaume 80 d'Albert Roussel, lui aussi basé sur un texte exprimant la révolte contre l'injustice et la confiance finale en l'Éternel. […]. Comme dans le Psaume 24, les voix de femmes n'entrent que dans la dernière partie, formant un halo doux et lointain à la psalmodie des hommes chantant toujours à l'unisson. »

Les Psaumes de Lili Boulanger sont « des chefs-d'œuvre du genre, par leur ardeur mystique et leur souffle musical ».
Pour Mireille Gaudin, la partition « débute sur des accords répétés de 9e mineure. L'ensemble est âpre, les voix d'hommes sont utilisées à l'unisson, l'atmosphère y est sombre jusqu'à l'ultime « que l'éternel soit avec vous » où rentrent les voix de femmes dans une nuance « voilée, émue, recueillie » ».
La musicologue Adélaïde de Place relève la construction en deux grandes périodes de l'œuvre : « les mesures d'introduction de l'orchestre, dans une nuance « grave et rude », se caractérisent par une succession de quintes parallèles. L'âpreté du discours musical est le reflet de la dureté des paroles du psaume énoncées par les voix de ténors et de basses, accompagnées par de grands traits descendants des cordes dans un style « contenu, mais agité intérieurement » ». Quant à la seconde partie, « dans laquelle les cordes et les cors jouent avec sourdine, [elle] est très douce et recueillie. Le chœur de voix de femmes accentue ce climat de douceur, notamment dans la sereine conclusion pianissimo sur « Ah! » ».

## Publication
La partition a été publiée par Durand en 1924. Il est indiqué que le Psaume peut être chanté : 
1. par un baryton solo (8 ou 12 voix de femmes facultatives) ;
2. par un chœur d'hommes ;
3. par un chœur mixte, les voix de femmes pouvant être en petit nombre.

## Discographie
- Orchestre de l'Association des Concerts Lamoureux, dir. Igor Markevitch (1958, EMI CDM 7 64281 2) (OCLC 496666374)
- Chœur symphonique de Namur et l'Orchestre philharmonique du Luxembourg dirigé par Mark Stringer, Timpani, 1998/2007.
- Monteverdi Choir et l'Orchestre symphonique de Londres dirigé par John Eliot Gardiner, Deutsche Grammophon, 2002.